# Трансфекція
Трансфекція — процес введення нуклеїнових кислот в еукаріотичні клітини . Це може також стосуватися схожих методів для інших типів клітин: " трансформація " зазвичай використовується для опису невірусної передачі ДНК бактерій та не тваринних еукаріотичних клітин, в тому числі, клітини рослин. Трансдукція часто використовується для опису опосередкованого вірусом, переносу гену в еукаріотичні клітини.
Трансфекція тваринних клітин, як правило, передбачає внесення змін до структури клітинної мембрани, щоб забезпечити можливість отримання генетичного матеріалу. Трансфекцію можна здійснювати за допомогою фосфату кальцію (або трикальційфосфату), електропорацією, використанням катіонного ліпіду для отримання ліпосом, які зливаються з клітинною мембраною клітин-мішеней та переносять свій вантаж (генетичний матеріал) всередину.
Трансфекція може призвести до несподіваних морфологічних змін та відхилень у клітин-мішеней.

## Термінологія
Значення терміну еволюціонувало. Первісне значення трансфекції полягало в «зараженні шляхом трансформації», тобто введення генетичного матеріалу, ДНК або РНК, із вірусу, що заражає прокаріот або бактеріофага, в клітини, внаслідок чого відбувається інфекція. Оскільки термін трансформація мав інший сенс у біології тваринних клітин (генетична зміна, що дозволяє довгострокове розповсюдження в культурі, або придбання властивостей, характерних для ракових клітин), термін трансфекція, введений для тваринних клітин, означає зміни клітинних властивостей, викликані введенням ДНК.

## Методи
Існують різні методи введення чужорідної ДНК в еукаріотичну клітину: в основу деяких покладений фізичний вплив на мембрану клітини-мішені (електропорація, видавлювання клітин, наночастинки, магнітофекція); в основі інших — лежить взаємодія з хімічними сполуками чи вірусами), які використовуються як носії генетичної інформації. Наприклад, доставка генів є одним із етапів, необхідних для генної терапії та генетичної модифікації культур. Існує багато різних методів доставки генів для різних типів клітин і тканин, від бактеріальних до ссавців. Зазвичай методи можна розділити на дві категорії: невірусні та вірусні.
Невірусні методи включають різноманітні способи фізичного впливу на клітуну-мішень, такі як електропорація, мікроін'єкція, генна гармата, дефектологія, гідростатичний тиск, безперервна інфузія, а також використання ультразвуку та хімічних сполук, таких як ліпофекція, що є ліпідно-опосередкованим процесом трансфекції ДНК з використанням ліпосомних векторів. Вони також можуть включати використання полімерних геноносіїв (поліплексів).
Вірус-опосередкована доставка генів, використовує здатність вірусу вводити свою ДНК всередину клітини-мішені. Ген, призначений для доставки, упаковується у вірусну частинку з обмеженою реплікацією. Віруси, які використовуються на сьогоднішні: ретровірус, лентивірус, аденовірус, адено-асоційований вірус та вірус простого герпесу . Однак існують певні недоліки використання вірусів для доставки генів у клітини. Віруси можуть доставляти в клітини лише дуже маленькі шматочки ДНК, це трудомістко і є ризики нетаргетного введення, цитопатичного впливу та мутагенезу.

### Невірусні методи

#### Трансфекція з використанням хімічних сполук
Трансфекцію на основі хімічних речовин можна розділити на кілька видів: циклодекстрин, полімери, ліпосоми або наночастинки (з хімічною або вірусною функціоналізацією або без неї. Дивіться нижче).
- Одним з найдешевших методів є використання фосфату кальцію, вперше описаного Ф. Л. Гремом та А. Дж. Ван дер Ебом у 1973 р.[10] (див. Також[11]). Сольовий розчин, з використанням буферного агенту HEPES (HeBS), що містить іони фосфату, поєднують з розчином хлориду кальцію, що містить ДНК, яка підлягає трансфекції. Після їх поєднання, утворюється дрібний осад позитивно зарядженого кальцію та негативно зарядженого фосфату, зв'язуючи ДНК, яка буде локалізована на його поверхні. Потім суспензію осаду додають до клітин, які підлягають трансфекції (зазвичай це культура клітин, вирощена в моношарі). Осад потрапляє до клітин-мішеней, разом з ним доставляється і ДНК. На сьогодні конкретні механізми потрапляння осаду та ДНК до клітин-мішеней не є до кінця зрозумілими. Завдяки використанню даного методу було здійснена ідентифікація багатьох онкогенів.[12]
- Інші методи використовують високорозгалужені органічні сполуки, так звані дендримери, щоб зв'язати ДНК і доставити її в клітину-мішень.
- Іншим методом є використання катіонних полімерів, таких як DEAE-декстран або поліетиленімін (PEI). Негативно заряджена ДНК зв'язується з поліелектролітом, а їх комплекс захоплюється клітиною за допомогою ендоцитозу .
- Ліпофекція (або ліпосомна трансфекція) — це техніка, що застосовується для введення генетичного матеріалу в клітину за допомогою ліпосом, які є везикулами, що легко зливаються з клітинною мембраною, оскільки вони побудовані з ліпідного бішару .[13] Ліпофекція зазвичай використовує позитивно заряджений (катіонний) ліпід (катіонні ліпосоми або суміші) для формування агрегату з негативно зарядженим (аніонним) генетичним матеріалом.[14] Ця технологія трансфекції реалізує ті ж цілі, що й інші біохімічні підходи з використанням полімерів, DEAE-декстрану, фосфату кальцію та електропорації . Ефективність ліпофекції можна підвищити, для цього використовують тепловий шок.[15]
- Fugene — це серія широко використовуваних фірмових неліпосомних реагентів для трансфекції, здатних безпосередньо заразити широкий спектр клітин з високою ефективністю та низькою токсичністю.[16][17][18][19]

#### Нехімічні методи

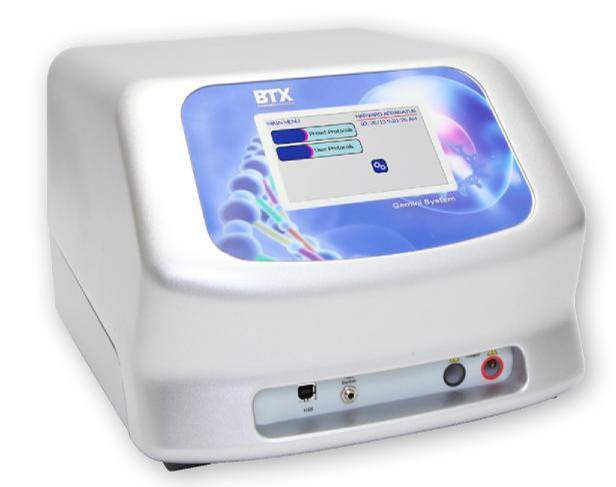
Електропоратор з квадратними хвилями та експоненційними формами розпаду для in vitro та in vivo культур клітин та 96-лункових застосувань для електропорації. Виробник BTX Гарвардський апарат, Holliston MA, США.

- Електропорація (генний електротрансфер) — популярний метод, де тимчасове підвищення проникності клітинної мембрани досягається завдяки впливу на клітину короткими імульсами електричного поля.
- Cell squeezing — це метод, описаний у 2012 році Армоном Шареєм, Робертом Лангер та Клавсом Дженсеном у MIT. Це дозволяє доставляти молекули в клітини через деформацію клітинної мембрани. Представляє собою мікрофлюїдну платформу з високою пропускною здатністю для внутрішньоклітинної доставки. Це знижує ймовірність токсичності або нецільового впливу, оскільки не покладається на екзогенні матеріали чи електричні поля.[20]
- Сонопорація використовує ультразвук високої інтенсивності для утворення пор в мембранах клітин. Явище утворення пор пояснюється головним чином кавітацією газових бульбашок, що взаємодіють із сусідніми клітинними мембранами.
- Оптична трансфекція — метод, який використовує крихітний (~ 1 мікрометр) за діаметром отвір в мембрані клітини-мішені, який утворюється завдяки впливу на мембрану сфокусованим лазерним променем. Цю методику вперше описали у 1984 році Tsukakoshi та ін. У цій техніці обробляється одна клітина за раз, що робить її особливо корисною для аналізу одиночних клітин.
- Злиття протопластів — це техніка, у якій трансформовані бактеріальні клітини обробляються лізоцимом з метою видалення клітинної стінки. Після цього фузогенні агенти (наприклад, вірус Сендая, PEG, електропорація) використовуються для злиття протопласта, що несе ген інтересу, з цільовою клітиною-мішенню. Основним недоліком цього методу є те, що бактеріальні компоненти також можуть неспецифічно потрапляти до клітини-мішені.
- Імпалефекція — це метод введення ДНК, зв'язаної з поверхнею нановолокон, які переносяться в клітину-мішень. Цей підхід також може бути реалізований з масивами нановолокон, які вводяться у велику кількість клітин.
- Гідродинамічна доставка — це метод, який застосовують в більшості випадків для мишей та щурів, але меншою мірою для великих тварин, при якому ДНК, найчастіше у плазмідах (включаючи транспозони), може бути доставлена до печінки за допомогою гідродинамічної ін'єкції, яка передбачає швидке вливання порівняно великого об'єму в кров'яне русло; майже вся ДНК введена з використанням такого підходу експресується в печінці.[21][22][23]

#### Методи на основі частинок
- Ще одним підходом до трансфекції є генна гармата, де ДНК приєднується до наночастинки інертної твердої речовини (зазвичай золота), яке потім «вистрілюється» безпосередньо в ядро клітини-мішені.
- Магнітофекція, або трансфекція за допомогою магніту, — це метод трансфекції, який використовує магнітну силу для доставки ДНК у клітини-мішені. Нуклеїнові кислоти спочатку асоціюються з магнітними наночастинками. Далі з використання магнітного поля часточки доставляється до клітин-мішеней.[24]
- Інший метод трансфекції на основі частинок відомий як обстріл частинками. Нуклеїнова кислота доставляється завдяки проникнення мембрани з великою швидкістю, як правило, з'єднана з мікроносіями.[2]

#### Інші (та гібридні) методи
Інші способи трансфекції включають нуклеофекцію, ефективність якої було показано при трансфекції клітинної лінії THP-1, створивши життєздатну клітинну лінію, яку вдалося диференціювати на зрілі макрофаги, та тепловий шок .

### Вірусні методи
ДНК також може бути доставлено до клітин-мішеней з використаннямвірусів як носії. У таких випадках методику називають вірусною трансдукцією, і клітини називають трансдукованими. Аденовірусні вектори можуть бути корисними для вірусних методів трансфекції, оскільки вони можуть переносити гени в найрізноманітніші клітини людини і мають високу швидкість передачі.

## Стабільна і перехідна трансфекція
Стабільна і перехідна трансфекція відрізняється своєю тривалістю ефекту на клітину-мішень; стабільно трансфікована клітина буде постійно експресувати трансфіковану ДНК і передавати її дочірнім клітинам, тоді як перехідно-трансфікована клітина протягом короткого часу експресуватиме трансфіковану ДНК і не передаватиме її дочірнім клітинам.
Для деяких застосувань трансфекції достатньо, якщо трансфікований генетичний матеріал експресується лише тимчасово. Оскільки ДНК, що вводиться в процесі трансфекції, зазвичай не інтегрується в ядерний геном, чужорідна ДНК буде втрачена в процесі мітозу або деградує.